# Голямото напушване
„Голямото напушване“ (на английски: How High) е американски комедиен филм от 2001 г. на режисьора Джеси Дилън (в режисьорския му дебют), по сценарий на Дъстин Ейбрахам. Във филма участват Метод Мен и Редмен.